# Einberger
Einberger – herb szlachecki.

## Opis herbu
W słup, pole srebrne i błękitne, u podstawy skała, na której kozioł stojący. Klejnot: trzy pióra strusie – białe między błękitnymi. Labry: błękitne podbite srebrem.

Na tarczy dwudzielnej: w polach prawem srebrnem i lewem błękitnem - na skale barwy naturalnej kozieł takiejże barwy. Nad hełmem w koronie trzy pióra strusie: białe między błękitnemi. Labry błękitne, podbite srebrem.

## Najwcześniejsze wzmianki
Nadany 4.10.1794 przez Franciszka II Józefowi Einbergerowi, sekretarzowi sądów ziemskich galicyjskich, wraz z tytułem "Edler" i predykatem "von Einberg".

## Herbowni
Jedna rodzina herbownych (herb własny):
Einberger von Einberg.